# Cândido Batista de Oliveira
Pour les articles homonymes, voir Batista et Oliveira.
Cândido Batista de Oliveira (né le 15 février 1801 à Porto Alegre – mort au large de Bahia le 26 mai 1865) est un ingénieur, diplomate et homme politique brésilien.

## Biographie
Fils de Francisco Batista Anjo et de Francisca Cândida de Oliveira, il se destinait à la vie ecclésiastique. Il fit ses premières études dans sa ville natale et, à la recherche d'une meilleure éducation, il entra au séminaire São José, à Rio de Janeiro. Sans vocation pour le sacerdoce, il partit pour le Portugal en 1820, et passa son baccalauréat de mathématiques et philosophie en 1824 à l'université de Coimbra.t
Ses études terminées, il se perfectionna à Paris, à l'École polytechnique, où il fut l'élève de François Arago. De retour au Brésil, en 1827, il fut lecteur à l'école militaire et, plus tard, professeur de mécanique en 1847.
Il entra au Parti conservateur et fut élu député du Rio grande do sul, en 1830, puis nommé inspecteur général du Trésor national. En 1834 il démissionna pour raisons de santé, étant nommé en 1835 ministre à Sardaigne. En 1839, il fut nommé ministre des finances.
De nouveau pour des motifs de santé, il fut nommé ministre à Saint-Pétersbourg, et en 1843 à Vienne. De retour au Brésil, il reprit l'enseignement à l'école militaire, et en 1844, il fut nommé ministre de la marine. Il occupa ce poste pendant un an, ayant créé pendant cette période le corps de fusillier naval. Il quitta le ministère en 1848 et fut chargé de l'établissement topographique de la frontière sud du Brésil, terminé en 1849,.
Il fut conseiller d'État, directeur et président de la Banco do Brasil, directeur du jardin botanique en 1850, sénateur de la province de Ceará de 1849 à 1865,. Il fut aussi membre de diverses institutions, dont l'institut historique et géographique brésilien.
Il fut aussi auteur de plusieurs travaux de littérature, économie et politique, entre autres le Systema Financial (système financier).